# Dobrá voľba
Dobrá voľba (zkratka DV, česky Dobrá volba) byla slovenská středolevicová politická strana, která vznikla v říjnu 2019. Zakladatelem strany byl manažer Tomáš Drucker, který byl ministrem ve třetí vládě Roberta Fica a vládě Petera Pellegriniho.
Strana samostatně kandidovala v parlamentních volbách v roce 2020, ale neuspěla.